# Rybnik (stacja kolejowa)

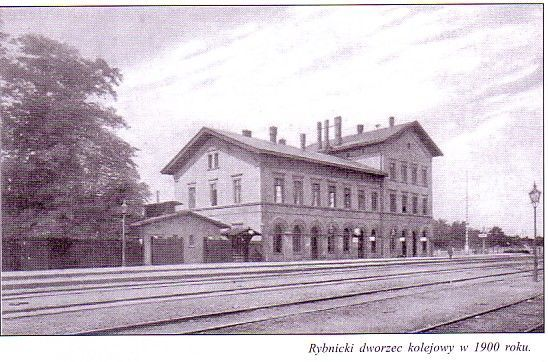
Rybnicki dworzec kolejowy w 1900 roku

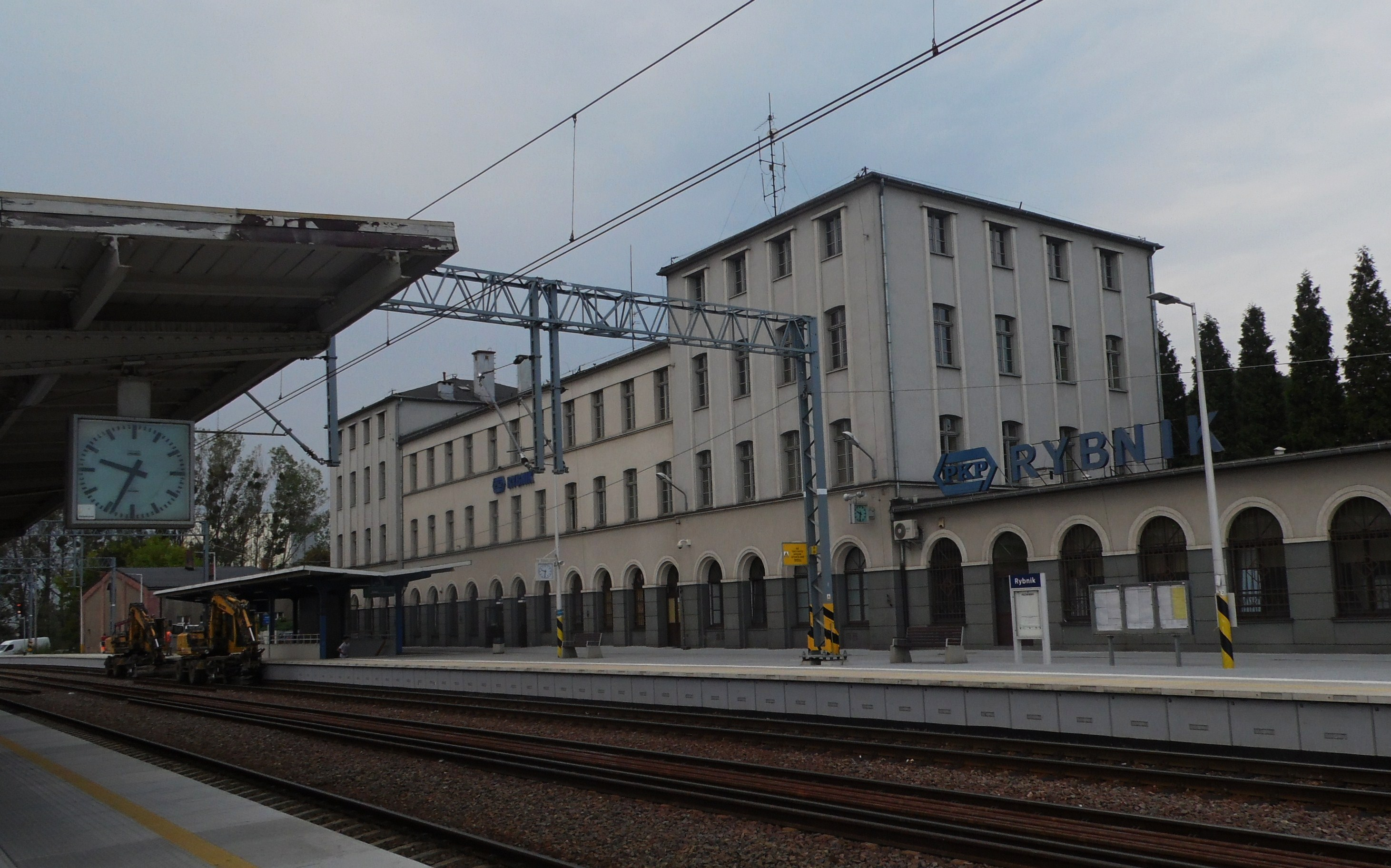
Dworzec kolejowy w Rybniku - widok z peronu 2

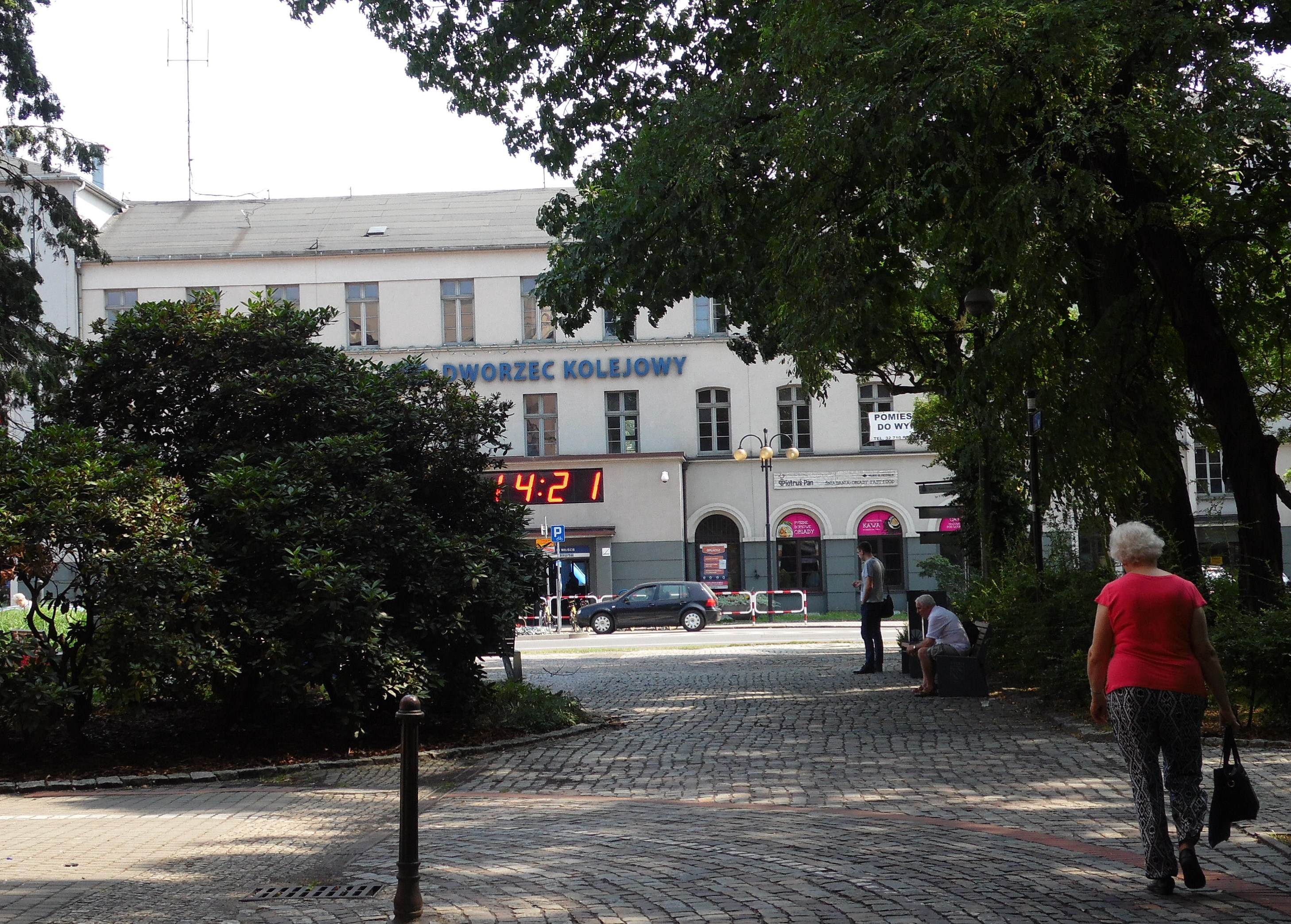
Widok dworca kolejowego od strony Skweru Wieniawskiego

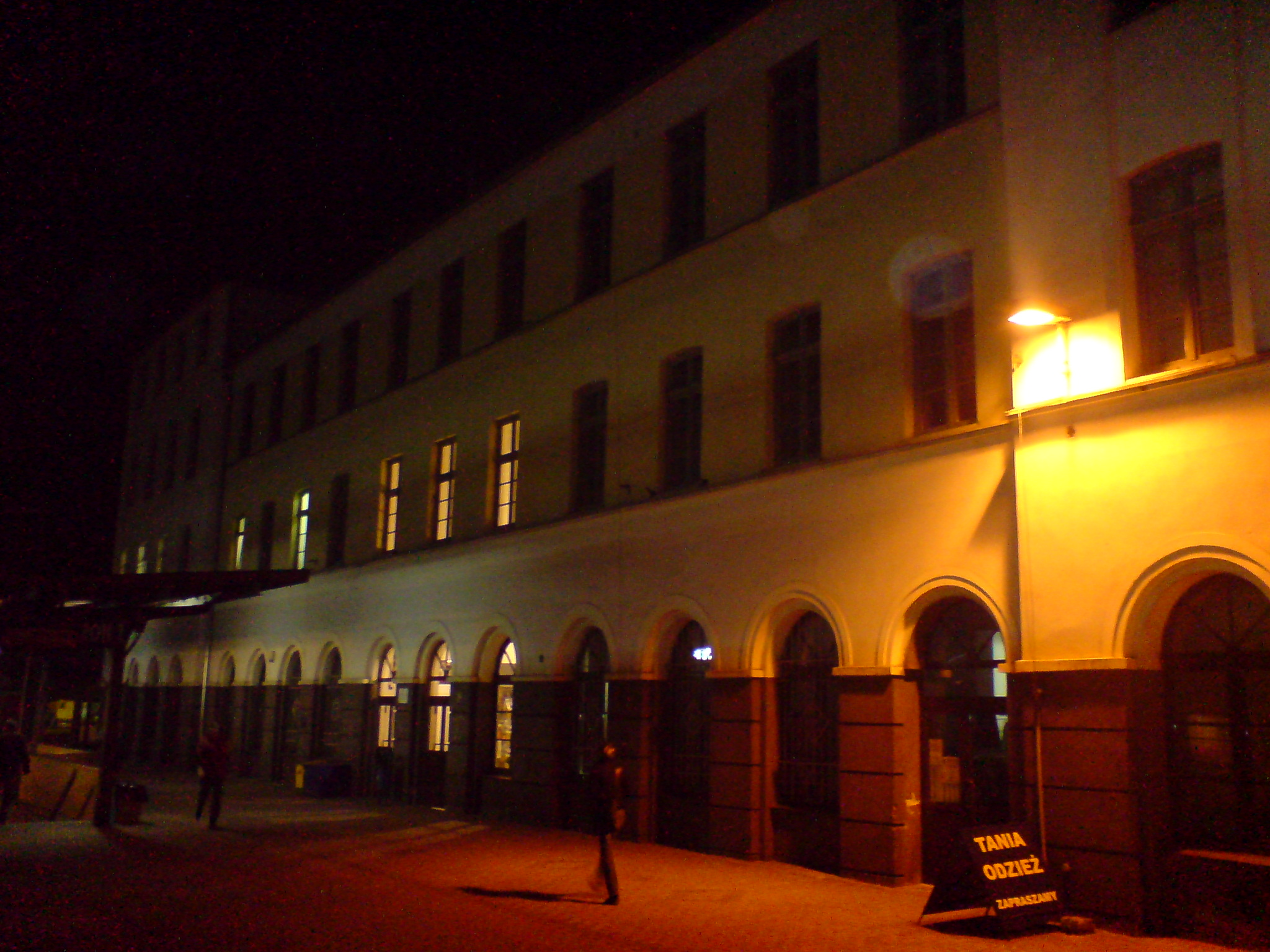
Dworzec kolejowy w Rybniku w porze nocnej

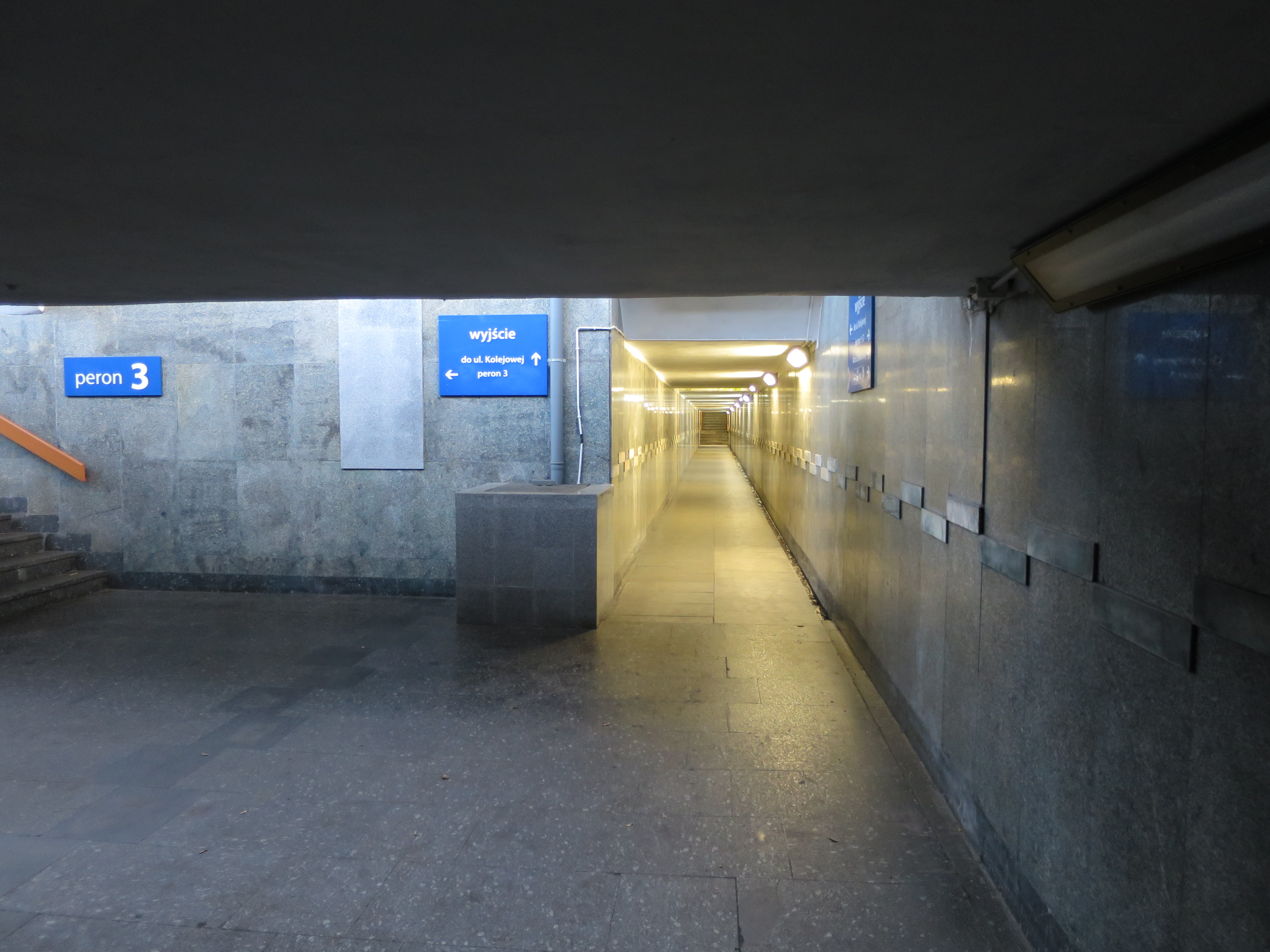
Rybnik, przejście podziemne w kierunku dzielnicy Meksyk

Rybnik – największy dworzec kolejowy w Rybniku i ROW. Znajduje się w Śródmieściu, przy ulicy Dworcowej, według klasyfikacji PKP ma kategorię dworca aglomeracyjnego.

## Ruch pasażerski
| Rok  | Wymiana roczna | Wymiana pasażerska na dobę | miejsce w Polsce |
| ---- | -------------- | -------------------------- | ---------------- |
| 2017 | 657 000        | 1 800                      |                  |
| 2018 | 840 000        | 2 300                      |                  |
| 2019 | 1 020 000      | 2 800                      | 96               |
| 2020 | 694 000        | 1 900                      | 82               |
| 2021 | 803 000        | 1 900                      | 87               |
| 2022 |                | 3 100                      |                  |

## Historia

### Początki
Stacja została otwarta 1 października 1856 na linii kolejowej z Nędzy do Rybnika, tego dnia do użytku oddano odcinek z Czernicy, przez Rydułtowy i Rybnik do Orzesza. W pierwszych kilkunastu latach funkcjonowania, stacja kolejowa w Rybniku była w niewielkim stopniu wykorzystywana przez mieszkańców, gdyż miasto było bardziej nastawione na towarowy ruch kolejowy.
W roku 1870 do użytku na stacji w Rybniku oddano nową nastawnię, w kolejnym roku zbudowano perony wyspowe utwardzone żwirem. W 1872 r. zbudowano budkę strażniczą, dwa lata później budynek dworcowy przykryto dachówkami oraz zbudowano drewnianą rampę.
Poczynione inwestycje zachęciły mieszkańców do coraz częstszego korzystania z dworca kolejowego. Według danych z 1876 r., w Rybniku przewóz pasażerów wyniósł ponad 63 tysiące (przyjeżdżających i odjeżdżających).
W 1884 r. stacja kolejowa w Rybniku zostało skomunikowana z Żorami przez Orzesze. Ze względu na długi czas jazdy, frekwencja na tym odcinku była niewielka.
16 lipca 1912 otwarto odcinek Rybnik – Leszczyny, a dzięki temu Rybnik uzyskał połączenie z Katowicami. W następnym roku oddano do użytku skrót od stacji Rybnik przez Jejkowice do Suminy. W 1936 r. mieszkańcy Rybnika zyskali dostęp do szybkiego połączenia z Żorami przez Gotartowice i Szczejkowice (dwa lata później linia kolejowa została przedłużona do Pszczyny).

### Potężny wybuch w 1921 r.
22 czerwca 1921 r. około godz. 18:15 w pobliżu rybnickiego dworca kolejowego eksplodowało osiem ton materiałów wybuchowych, które były załadowane w czterech wagonach stojących na bocznicy. Na godzinę przed eksplozją przyczepiono je do pociągu towarowego, który niebawem miał ruszyć w dalszą drogę.
Potężna eksplozja wywołała silną falę uderzeniową, powodującą zniszczenia w promieniu kilkuset metrów od miejsca wybuchu. Wskutek eksplozji materiałów wybuchowych zginęły cztery osoby, w tym dwóch powstańców śląskich pilnujących niebezpiecznego ładunku, rannych zostało dwanaście osób. Przyczyny wybuchu nigdy nie ustalono.

### Czasy współczesne
W latach 2006–2010 budynek dworca kolejowego w Rybniku został częściowo wyremontowany. Odpowiadająca za dworzec spółka PKP S.A. Oddział Dworce Kolejowe wymieniła pokrycie dachu, stolarkę okienną i instalację oddymiania klatek schodowych. Dokonano również remontu toalet oraz wykonano nową elewację. Ponadto wdrożono nowy system identyfikacji wizualnej, do tego przed budynkiem pojawiły się miejsca postojowe dla osób niepełnosprawnych. Wymieniono również wiekowy zegar elektroniczny nad głównym wejściem dworca.
W styczniu 2015 roku PKP Polskie Linie Kolejowe S.A. zakończyły remont podziemnego przejścia pod torami na stacji Rybnik, łączącego Śródmieście z dzielnicą Meksyk. W ramach wykonanych prac wymieniono całe oświetlenie i wyremontowano schody.
W latach 2017–2018 wyremontowane zostały perony, w tym peron 1 i 2 zostały podwyższone do wysokości 0,76 metra. Do tego nowa nawierzchnia, oświetlenie i odnowiona mała architektura (ławki, tablice informacyjne, oznakowanie) poprawiły komfort oraz bezpieczeństwo obsługi podróżnych. Pojawiły się również windy oraz platforma dla osób niepełnosprawnych.
W październiku 2018 r. zniknęła paletowa tablica informacyjna, która wisiała w holu rybnickiego dworca PKP. Zamiast niej pojawiły się nowoczesne ekrany elektroniczne (dwa nad kasami oraz dwa kolejne przed korytarzem do świetlicy). Wyświetlacze informują pasażerów o ruchu pociągów na stacji oraz o ewentualnych opóźnieniach. Dodatkowo dostępna jest informacja o tym, na którym peronie zatrzyma się pociąg oraz przez jakie stacje będzie przejeżdżał.

## Infrastruktura
Wewnątrz znajdują się kasy biletowe, informacja, salonik prasowy, kawiarnia. W budynku znajduje się komisariat Straży Ochrony Kolei. Jest jednym z niewielu odnowionych w ostatnim czasie dworców w okolicy. Dworzec posiada 3 perony, na które można się dostać przejściem podziemnym. Między torami przy peronach 1 i 2 znajduje się dodatkowy tor przelotowy dla pociągów towarowych (w sumie na dworcu znajdują się 2 takie tory). Na terenie dworca znajduje się kilka torów bocznych postojowych i manewrowych. Niedaleko od dworca znajduje się lokomotywownia z obrotnicą.

## Połączenia

### Połączenia regionalne
| Przewoźnik     | Linia | Trasa                                                           |
| -------------- | ----- | --------------------------------------------------------------- |
| Koleje Śląskie | S17   | Gliwice – Rybnik                                                |
| Koleje Śląskie | S7    | Katowice – Rybnik – Rydułtowy – Racibórz                        |
| Koleje Śląskie | S71   | Katowice – Rybnik – Wodzisław Śl. – Chałupki – Bohumín          |
| Koleje Śląskie | S72   | Rybnik – Żory                                                   |
| Koleje Śląskie | S75   | Gliwice – Rybnik – Chybie – Bielsko-Biała Gł. – Żywiec – Ustroń |
| Koleje Śląskie | S76   | Gliwice – Rybnik – Chybie – Skoczów – Ustroń – Wisła Głębce     |

Połączenia dalekobieżne:
W rozkładzie jazdy 2024/2025 spółka PKP Intercity uruchamia następujące codzienne pociągi przejeżdżające przez stacje Rybnik:
- InterCity SILESIA Praga - Warszawa
- InterCity POLONIA Wiedeń - Warszawa
- InterCity SOBIESKI Wiedeń - Warszawa
- InterCity PORTA MORAVICA Graz - Przemyśl Główny
- InterCity Artus Bielsko-Biała Główna - Gdynia Główna
- InterCity HALNY Zakopane - Poznań Główny
- InterCity Heweliusz Bielsko-Biała Główna - Gdynia Główna
- InterCity Przemyślanin Przemyśl Główny - Świnoujście/Ustka
- InterCity Danubius Kraków - Wiedeń ( 15.12.2024 - 8.03.2025 )
- TurKol Olza Katowice - Cieszyn - Žilina - Cieszyn ( 15.03.2025 )[18]

oraz wakacyjne połączenia:
- TLK WYDMY Bohumin - Łeba/Hel

- TLK PIRAT Bielsko-Biała Główna - Kołobrzeg